# Medida de conteo
En matemáticas, específicamente en teoría de medidas, la medida de conteo es una forma intuitiva de poner una medida en cualquier conjunto: el "tamaño" de un subconjunto se considera el número de elementos en el subconjunto si el subconjunto tiene un número finito de elementos e infinito {\displaystyle \infty } si el subconjunto es infinito. 
La medida de conteo se puede definir en cualquier espacio mensurable (es decir, cualquier conjunto {\displaystyle X} junto con sigma-álgebra) pero se usa principalmente en conjuntos contables. 
En notación formal, podemos convertir cualquier conjunto {\displaystyle X} en un espacio medible tomando el conjunto de potencias de {\displaystyle X} como el álgebra sigma {\displaystyle \Sigma ;} es decir, todos los subconjuntos de {\displaystyle X} son conjuntos medibles. Entonces la medida de conteo {\displaystyle \mu } en este espacio mensurable {\displaystyle (X,\Sigma )} es la medida positiva {\displaystyle \Sigma \to [0,+\infty ]} definido por{\displaystyle \mu (A)={\begin{cases}\vert A\vert &{\text{if }}A{\text{ is finite}}\\+\infty &{\text{if }}A{\text{ is infinite}}\end{cases}}}para todos {\displaystyle A\in \Sigma ,} dónde {\displaystyle \vert A\vert } denota la cardinalidad del conjunto {\displaystyle A.} 
La medida de conteo en {\displaystyle (X,\Sigma )} es σ-finito si y sólo si el espacio {\displaystyle X} es contable. 

## Integración enN{\displaystyle \mathbb {N} }con medida de conteo
Toma el espacio de medida {\displaystyle (\mathbb {N} ,2^{\mathbb {N} },\mu )}, dónde {\displaystyle 2^{\mathbb {N} }} es el conjunto de todos los subconjuntos de los naturales y {\displaystyle \mu } la medida de conteo. Tome cualquier mensurable {\displaystyle f:\mathbb {N} \to [0,\infty ]}. Como se define en {\displaystyle \mathbb {N} }, {\displaystyle f} se puede representar puntualmente como{\displaystyle f(x)=\sum _{n=1}^{\infty }f(n)1_{\{n\}}(x)=\lim _{M\to \infty }\underbrace {\ \sum _{n=1}^{M}f(n)1_{\{n\}}(x)\ } _{\phi _{M}(x)}=\lim _{M\to \infty }\phi _{M}(x)}Cada {\displaystyle \phi _{M}} es mensurable. Además {\displaystyle \phi _{M+1}(x)=\phi _{M}(x)+f(M+1)\cdot 1_{\{M+1\}}(x)\geq \phi _{M}(x)}. Aún más, como cada {\displaystyle \phi _{M}} es una función sencilla{\displaystyle \int _{\mathbb {N} }\phi _{M}d\mu =\int _{\mathbb {N} }\left(\sum _{n=1}^{M}f(n)1_{\{n\}}(x)\right)d\mu =\sum _{n=1}^{M}f(n)\mu (\{n\})=\sum _{n=1}^{M}f(n)\cdot 1=\sum _{n=1}^{M}f(n)}Por tanto, según el teorema de convergencia monótona{\displaystyle \int _{\mathbb {N} }fd\mu =\lim _{M\to \infty }\int _{\mathbb {N} }\phi _{M}d\mu =\lim _{M\to \infty }\sum _{n=1}^{M}f(n)=\sum _{n=1}^{\infty }f(n)}

## Discusión
La medida de conteo es un caso especial de una construcción más general. Con la notación anterior, cualquier función {\displaystyle f:X\to [0,\infty )} define una medida {\displaystyle \mu } en {\displaystyle (X,\Sigma )} a través de{\displaystyle \mu (A):=\sum _{a\in A}f(a)\quad {\text{ for all }}A\subseteq X,}donde la suma posiblemente incontable de números reales se define como el supremo de las sumas de todos los subconjuntos finitos, es decir,{\displaystyle \sum _{y\,\in \,Y\!\ \subseteq \,\mathbb {R} }y\ :=\ \sup _{F\subseteq Y,\,|F|<\infty }\left\{\sum _{y\in F}y\right\}.}Tomando {\displaystyle f(x)=1} para todos {\displaystyle x\in X} da la medida de conteo.